# South Park: The Stick of Truth
South Park: The Stick of Truth je RPG videohra z roku 2014, kterou vyvinula společnost Obsidian Entertainment ve spolupráci se South Park Digital Studios a vydala společnost Ubisoft. Původně vyšla pro PlayStation 3, Windows a Xbox 360. V roce 2018 hra vyšla i pro PlayStation 4 a Xbox One a Nintendo Switch.
Hra se dočkala pokračování s názvem South Park: The Fractured but Whole, které vyšlo v říjnu 2017.

## Příběh a hratelnost
Hra vychází z amerického animovaného televizního seriálu Městečko South Park. Sleduje příběh nového kluka, který se přistěhoval do stejnojmenného městečka a zapojil se do fantasy války. Čaroděj Eric Cartman vede své poddané do války proti elfům, které vede Kyle Broflovski. Bojují o nadvládou nad klackem pravdy. Jejich hra se rychle vymkne kontrole a přivede je do konfliktu s mimozemšťany, nacistickými zombie, skřety a bojovníky Clydea Donovana. Hrozí zničení celého města.
Hra se hraje z 2,5D pohledu třetí osoby a kopíruje estetiku televizního seriálu. Hráč může volně prozkoumávat město South Park, komunikovat s postavami, plnit úkoly a postupovat hlavním příběhem do nových oblastí. Výběrem jednoho ze čtyř archetypů postav, bojovníka, zloděje, mága nebo Žida, z nichž každý nabízí specifické schopnosti. Hráče doprovází parta postav z původního seriálu.

## Vývoj a vydání
Vývoj hry začal v roce 2009 poté, co tvůrci South Parku Trey Parker a Matt Stone oslovili společnost Obsidian, aby vytvořila hru na hrdiny, která by vypadala přesně jako televizní seriál. Parker a Stone se podíleli na výrobě hry, napsali scénář, konzultovali design a stejně jako v televizním pořadu namluvili mnoho postav. Po bankrotu původního vydavatele, společnosti THQ, získala práva na hru na začátku roku 2013 společnost Ubisoft a datum vydání hry bylo několikrát odloženo z původního data v březnu 2013 na konečné vydání v březnu 2014. Hra vyšla pro PlayStation 3, Windows a Xbox 360.

## Cenzura
Hra byla v některých regionech cenzurována kvůli svému obsahu, který zahrnuje potraty a nacistickou tematiku. Tyto scény musely být v některých zemích vystřiženy a nahrazeny satirickým a vysvětlujícím textem.

## Ohlasy a kritika
Kritizována byla za nedostatek náročných soubojů a technické problémy, které zpomalovaly nebo bránily postupu.